# Gymnastique artistique aux Jeux olympiques d'été de 2008 - Finale femmes aux barres asymétriques
Navigation
Athènes 2004 Londres 2012
Résultats de la finale du concours des barres asymétriques de gymnastique artistique aux Jeux olympiques d'été de 2008, organisés à Pékin (Chine).

## Résultats
| Rang                                | Gymnaste         | Pays            | Note juges A | Note juges B | Pénalité | Total  |
| ----------------------------------- | ---------------- | --------------- | ------------ | ------------ | -------- | ------ |
| Médaille d'or, Jeux olympiques      | He Kexin         | Chine           | 7.700        | 9.025        |          | 16.725 |
| Médaille d'argent, Jeux olympiques  | Nastia Liukin    | États-Unis      | 7.700        | 9.025        |          | 16.725 |
| Médaille de bronze, Jeux olympiques | Yang Yilin       | Chine           | 7.700        | 8.950        |          | 16.650 |
| 4                                   | Beth Tweddle     | Grande-Bretagne | 7.800        | 8.825        |          | 16.625 |
| 5                                   | Anastasiia Koval | Ukraine         | 7.300        | 9.075        |          | 16.375 |
| 6                                   | Ksenia Semenova  | Russie          | 7.400        | 8.925        |          | 16.325 |
| 7                                   | Steliana Nistor  | Roumanie        | 7.000        | 8.575        |          | 15.575 |
| 8                                   | Dariya Zgoba     | Ukraine         | 7.100        | 7.875        | 0.100    | 14.875 |